# Občina Osilnica
Občina Osilnica je ena od občin v Republiki Sloveniji. Po številu prebivalstva je najmanjša občina v Sloveniji. Na 1 km² živi le okoli 10 prebivalcev. Nastala je leta 1995. Ima 19 naselij, med katerimi je občinsko središče naselje Osilnica.

## Naselja v občini
Belica, Bezgarji, Bezgovica, Bosljiva Loka, Grintovec pri Osilnici, Križmani, Ložec, Malinišče, Mirtoviči, Osilnica, Padovo pri Osilnici, Papeži, Podvrh, Ribjek, Sela, Spodnji Čačič, Strojiči, Zgornji Čačič, Žurge

## Znamenitosti
- Kolpa
- Galerija Staneta Jarma
- Cerkev svetega Egidija v Ribjeku
- Cerkev svete Ane
- Cerkev svetega Petra in Pavla
- Cerkev svetega Vida
- Cerkev svetega Miklavža
- Loška stena

## Galerija
- Cerkev sv. Egidija v Ribjeku